# 카렐 포보르스키
카렐 포보르스키(체코어: Karel Poborský, 1972년 3월 30일, 체코슬로바키아 인드르지후프흐라데츠 ~ )는 체코의 은퇴한 축구 선수다. 또한 포보르스키는 체코 대표팀 역사상 A매치 최다 출장 기록을 보유한 선수로 기록돼있다.

## 클럽 경력
유로 96에서 인상적인 활약을 펼쳐 대회가 끝난 뒤, 잉글랜드 프리미어리그의 맨체스터 유나이티드에 입단했다. 하지만 그가 들어갔을 때 같은 포지션인 데이비드 베컴이 있었기에, 그에게 밀릴 수밖에 없었다. 주전 경쟁에서 밀려난 그는 1998년 포르투갈의 클럽 벤피카로 이적하였고, 그 활약을 통해 당시 오른쪽 윙을 절실히 원하고 있던 라치오로 자리를 옮겨 활약하게 된다.
그는 라치오에서의 대성공으로 팬들의 마음을 사로 잡았고, 계약 기간이 만료된 후 팬들은 그가 떠나는 것을 만류하기도 했지만, 그는 결국 그는 계약 기간 만료 직후 조국 체코의 클럽인 스파르타 프라하로 돌아갔다. 그리고 거기에서 3시즌간 활약한 후 다시 그가 처음으로 성인 무대에 모습을 보였던 디나모 체스케부데요비체로 돌아갔다. 그곳에서 2시즌을 뛴 후 은퇴하였고 체스케부데요비체는 포보르스키의 기여도를 감안하여 그의 등번호 8번을 영구 결번으로 지정하였다.

## 국가대표팀 경력
유로 96에서 출전한 국제 대회에 데뷔한 포브르스키는 포르투갈과의 8강전에서는 골키퍼의 키를 넘기는 슛을 성공시키면서 그 경기에서 유일한 득점을 기록했다. 이러한 활약으로 포보르스키는 체코 대표팀의 핵심 선수로 자리잡았다.

## 주요 국제대회 출전 목록
- UEFA 유로 1996 국가대표
- 1997년 FIFA 컨페더레이션스컵 국가대표
- UEFA 유로 2000 국가대표
- UEFA 유로 2004 국가대표
- 2006년 FIFA 월드컵 국가대표

## 수상 내역
슬라비아 프라하
- 1995-96 감브리누스리가 우승

 맨체스터 유나이티드
- 1996-97 프리미어리그 우승

 스파르타 프라하
- 감브리누스리가 : 2002-03, 2004-05
- 감브리누스리가 준우승 : 2003-04
- 체코 컵 : 2003-04

 디나모 체스케부데요비체
- 2005-06 체코 2부 리그 우승

 체코
- UEFA 유로 1996 준우승
- 1997년 FIFA 컨페더레이션스컵 3위
- UEFA 유로 2004 4강

개인
- UEFA 유로 1996 맨 오브 더 매치 : 체코 vs 포르투갈 8강전, 체코 vs 독일 결승전
- UEFA 유럽 축구 선수권 대회 올스타팀 : 1996
- 체코 올해의 선수상 : 1996

## 같이 보기
- A매치 100경기 이상 출전한 축구 선수 명단